# Ding Ruchang
Ding Ruchang (丁汝昌, 18 novembre 1836 - 12 février 1895) est un amiral chinois de la dynastie Qing.

## Jeunesse et formation
Ding est né dans l'actuelle Chaohu dans la province de l'Anhui. Il rejoint la révolte des Taiping en 1854, mais se rend plus tard avec Cheng Xueqi lors de la bataille d'Anqing en 1861, et fait défection pour la cause impériale. Il rejoint l'armée de Huai (en) de Li Hongzhang comme cavalier et participe à la lutte contre les Taiping, servant avec Liu Mingchuan. Par la suite, il aide à réprimer la révolte des Nian, et est récompensé par un grade équivalent à celui de colonel. En 1874, il proteste contre la décision du gouvernement Qing de réduire la taille de l'armée et doit retourner dans sa ville natale pour éviter d'être tué.

## Mouvement d'auto-renforcement
En 1875, Li Hongzhang recrute Ding comme commandant de la flotte de Beiyang, la marine régionale la plus moderne de Chine. En 1800, il se rend à Newcastle upon Tyne au Royaume-Uni pour prendre livraison du croiseur Chaoyun. Il en profite pour visiter l'Allemagne et la France et se familiariser avec leurs techniques de construction navale. Ding est partisan du mouvement d'auto-renforcement, et demande à Li Hongzhang de créer des chantiers navals en Chine capable de construire des croiseurs blindés modernes, plutôt que de les acheter à l'étranger. Ding joue un rôle important dans la création des bases navales de Weihaiwei et Lüshunkou.
En 1882, Ding est observateur durant les négociations de la normalisation du commerce entre la Corée et les États-Unis. Il aide plus tard à réprimer la rébellion d'Imo, lors de laquelle ses marins arrêtent Daewongun, le père du roi Gojong, après son arrivée à Incheon avec une flotte de sept navires.
Durant la guerre franco-chinoise de 1884-1885, Ding est décorée de la robe jaune impériale (en) par l'empereur, la plus haute distinction de l'empire Qing.

## Incident de Nagasaki
En 1886, Ding participe à une démonstration de force lors d'une tournée de la flotte de Beiyang à Hong Kong, Nagasaki au Japon, Busan et Wonsan en Corée, et Vladivostok en Russie. Mais alors qu'il se trouve à Nagasaki le 13 août 1886, plusieurs marins ivres du Zhenyuan (en) sont impliqués dans une bagarre dans une maison close durant laquelle un policier japonais est poignardé à mort. Ce qu'on appelle deux jours plus tard l'« incident de Nagasaki » provoque une émeute entre les habitants, la police et les marins de Ding. Six marins sont tués et 45 blessés, ainsi que cinq policiers japonais tués et 16 blessés. L'émeute provoque un incident diplomatique, mais Ding sera autorisé à effectuer un second voyage au Japon avec la flotte de Beiyang en 1891. Il est promu amiral, commande de flotte de 1888 à 1894, et est nommé vice-ministre de la Marine en 1894.

## Guerre sino-japonaise
Durant la première guerre sino-japonaise de 1894-1895, Ding appelle à une confrontation directe avec la marine impériale japonaise, mais reçoit l'ordre de ne pas dépasser l'embouchure du fleuve Yalou, de peur que les précieux navires de guerre chinois soient endommagés ou détruits. C'est cependant ce qui se passe lors de la bataille du fleuve Yalou le 17 septembre 1894, durant laquelle Ding perd cinq de ses dix navires. Son propre navire, le Dingyuan (en), qui a un défaut de construction, coule avec un certain nombre d'officiers présents sur le pont

### Mort

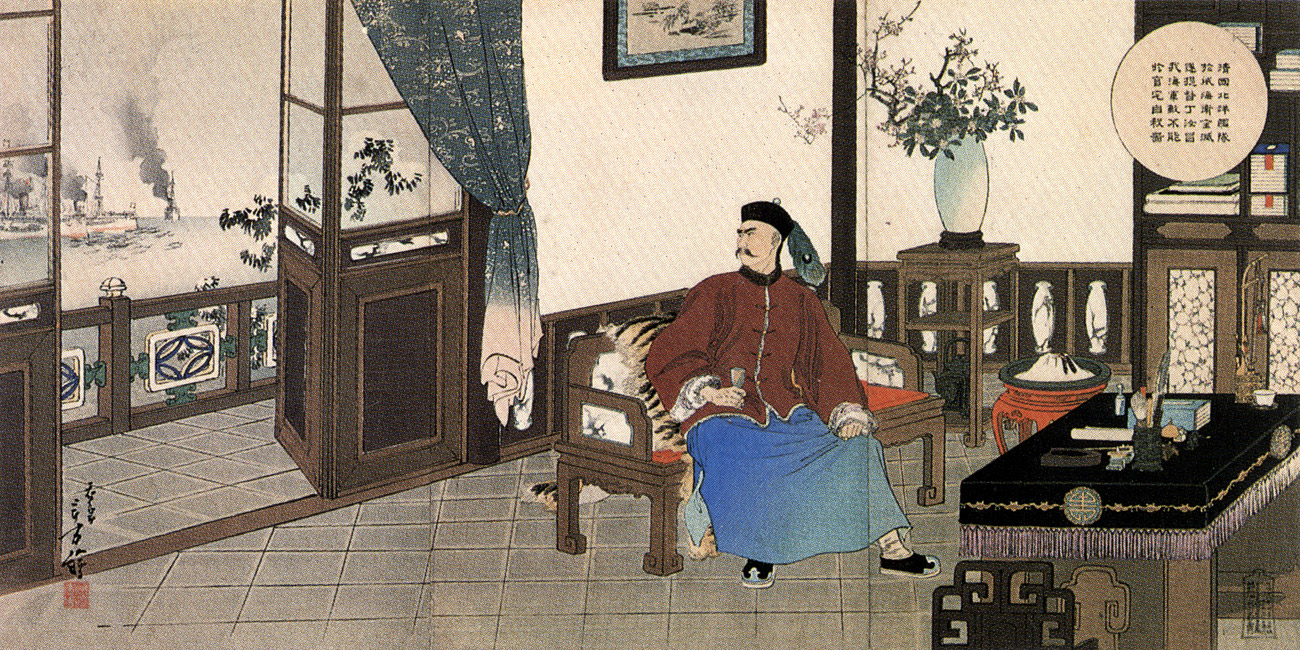
Le suicide de l'admiral Ding Ruchang. Peinture japonaise de Mizuno Toshikata.

Durant la bataille de Lüshunkou, Ding reçoit l'ordre de retirer ses navires pour aller sécuriser le port de Weihaiwai. Durant la bataille de Weihaiwei qui s'ensuit, ses navires sont gardés confinés dans le port pour les protéger, mais la situation devient désespérée une fois que la marine japonaise s'empare des fortifications côtières et détruit la digue protégeant le port, permettant ainsi les attaques des torpilleurs. Ding refuse l'offre d'asile politique au Japon de l'amiral Itō Sukeyuki et se suicide par overdose d'opium dans son quartier-général de l'île Liugong. Son second, l'amiral Liu Buchan, ordonne que son navire soit sabordé avec des explosifs, puis se suicide également. Les restes de la flotte de Beiyang se rendent aux Japonais.
Après sa mort, Ding est blâmé pour la défaite par le gouvernement Qing, et tous ses rangs et positions lui sont retirés à titre posthume. Cependant, son suicide lui vaut le respect des Japonais ainsi que de nombreux membres de l'armée chinoise. À la demande de généraux survivants, il recouvre tous ses rangs en 1911, et sa famille peut lui donner une sépulture en 1912 après la révolution chinoise de 1911 qui renverse la dynastie Qing.

## Source de la traduction
- (en) Cet article est partiellement ou en totalité issu de l’article de Wikipédia en anglais intitulé « Ding Ruchang » (voir la liste des auteurs).